# Festival of Endless Gratitude
Festival of Endless Gratitude är en årlig musikfestival som anordnats i Köpenhamn sedan 2007. 